# Nesziotész

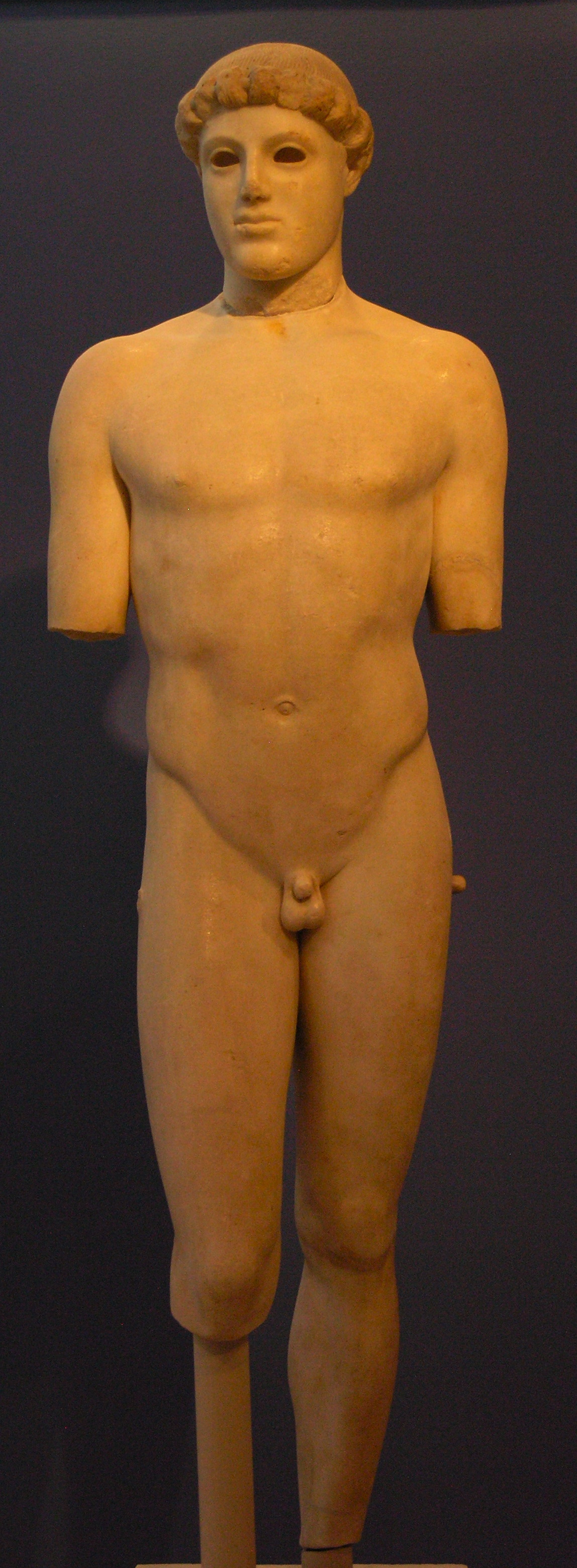
Nesziotész ifjút ábrázoló szobra az athéni Akropolisz-múzeumban

Nesziotész (I. e. 4. század) görög szobrász.
Athénben élt és alkotott, Plutarkhosz Alkamenész és Iktinosz közé helyezi el időben. Kritiosszal együtt elkészítette Harmodiosznak és Arisztogeitónnak (lásd: Zsarnokölők) új szobrait azok helyébe, amelyeket Xerxész Athénből elvitt.